# 동심초 (1967년 영화)
"동심초"는 1967년 공개된 대한민국의 영화이다.

## 배역
- 김지미
- 신성일
- 남정임
- 허장강
- 서영춘
- 이순재
- 주증녀
- 방인자
- 김동원
- 황정순
- 성소민
- 강계식
- 장훈